# Serra del Mig (Calafell)
La Serra del Mig és una serra situada al municipi de Calafell a la comarca del Baix Penedès, amb una elevació màxima de 174 metres.